# Поијат (Сондрио)
Поијат је насеље у Италији у округу Сондрио, региону Ломбардија.
Према процени из 2011. у насељу је живело 65 становника. Насеље се налази на надморској висини од 201 м.